# Guarneri (Familie)
Guarneri ist eine traditionsreiche Cremoneser Geigenbauerfamilie des 17. und 18. Jahrhunderts. Andrea Guarneri (ca. 1623/26–1698) war Schüler und Gehilfe von Nicola Amati.
Andreas ältester Sohn Pietro Guarneri I (1655–1720) war ebenfalls Geigenbauer und arbeitete vorwiegend in Mantua. Andreas zweiter Sohn Giuseppe Giovanni (1666–ca. 1739/40), der später den Beinamen filius Andreae erhielt, setzte die Arbeit seines Vaters fort.
Dessen Söhne Pietro Guarneri II (1695–1762), der hauptsächlich in Venedig tätig war, und (Bartolomeo) Giuseppe Antonio, genannt Joseph Guarnerius del Gesù (1698–1744), waren ebenfalls Geigenbauer. Die Instrumente des Joseph Guarnerius Del Gesù gehören neben denen von Antonio Stradivari zu den begehrtesten und teuersten Instrumenten.
Das 1964 gegründete Streichquartett Guarneri String Quartet ist nach der Geigenbauerfamilie benannt.